# Bayside School - Un anno dopo
Bayside School - Un anno dopo (titolo originale: Saved by the Bell: The College Years) è una serie televisiva statunitense, sequel di Bayside School. Ideato da Sam Babrick, il telefilm, dopo una puntata pilota, trasmessa il 22 maggio 1993, è andato in onda negli Stati Uniti d'America dal 14 settembre 1993 all'8 febbraio 1994. La serie è durata una sola stagione (19 episodi complessivi).

## Trama
Zack (Mark-Paul Gosselaar), Slater (Mario López) e Screech (Dustin Diamond) si preparano ad affrontare il loro primo anno alla California University (la fittizia CalU). Condividono il loro appartamento all'interno del campus con tre ragazze, la ricca Leslie Burke (Anne Tremko), l'eccentrica aspirante attrice Alex Tabor (Kiersten Warren) e Danielle Marks (Essence Atkins). A inizio serie Danielle decide di trasferirsi in un altro college e Kelly (Tiffani Amber Thiessen), che era in lista d'attesa per accedere ai corsi e agli alloggi studenteschi, subentra al suo posto.
Il gruppo stringe fin da subito amicizia con Mike Rogers (Bob Golic), ex giocatore di football e ora responsabile del dormitorio, che fungerà da loro mentore per tutta la stagione. Mentre Zack non è visto di buon occhio dalla severa preside di facoltà Susan McMann (Holland Taylor), Kelly inizia una relazione segreta con un membro del corpo insegnanti, Jeremiah Lasky, professore di antropologia.
La serie si conclude con Zack che propone a Kelly di andare a sposarsi a Las Vegas.

## Episodi
| Stagione       | Episodi | Prima TV originale | Prima TV Italia |
| -------------- | ------- | ------------------ | --------------- |
| Prima stagione | 19      | 1993-1994          | 1995            |

## Produzione
Il pilot della serie venne girato nella primavera del 1993, con il cast maschile di Bayside School riconfermato. Tre nuove attrici, invece, vennero scelte per ricoprire i personaggi femminili: la debuttante Anne Tremko venne scelta per interpretare quella che doveva essere la nuova fiamma di Zack, Leslie Burke; Kiersten Warren vestì i panni della studentessa di arte drammatica Alex Tabor (poi fiamma di Slater); l'attrice di colore Essence Atkins venne chiamata per sostituire virtualmente il personaggio di Lisa, con il ruolo di Danielle Marks.
Dopo la messa in onda dell'episodio pilota, l'attrice Tiffani Amber Thiessen decise di tornare nel cast, portando al licenziamento di Essence Atkins, il cui personaggio venne trasferito in un altro college.
Le riprese della serie iniziarono il 13 agosto 1993 presso i Sunset Gower Studios della Columbia, a Los Angeles.
Venne inciso un nuovo brano di apertura intitolato Edge of Tomorrow e nella sigla di apertura l'attrice Tiffani Amber Thiessen venne accreditata con un "and-as" credit (ovvero per ultima ma come E con Tiffani Amber Thiessen nel ruolo di Kelly).

## Distribuzione
L'episodio pilota della serie venne trasmesso in anteprima dalla NBC il 22 maggio 1993, preceduto dalla première televisiva dell'ultimo episodio di Bayside School. Il pilot venne trasmesso nuovamente il 14 settembre 1993 in prima serata, assieme al secondo episodio della nuova serie. Il cambio di posizionamento nel palinsesto della NBC rispetto a Bayside School (che veniva trasmessa il sabato mattina) non giovò e gli ascolti calarono drasticamente tanto da costringere il network a cancellare la serie nel gennaio del 1994, dopo solo 19 episodi. La lavorazione si bloccò quindi bruscamente il 28 gennaio 1994 (ultimo giorno di riprese) e le ultime due puntate vennero mandate in onda l'8 febbraio 1994; curiosamente furono le seconde più viste dell'intera stagione.

### Edizione italiana
In Italia, il canale Italia 1 avviò le seconde repliche di Bayside School nell'ottobre del 1994 (le prime repliche avvennero tra il gennaio e l'aprile del 1994, subito dopo la messa in onda originale) e fece debuttare Bayside School - Un anno dopo l'11 gennaio 1995 senza soluzione di continuità, nella fascia oraria pomeridiana precedentemente occupata dalla prima serie. Per dare maggior senso di continuità, il canale decise di mantenere la vecchia sigla del programma, sostituendone semplicemente il titolo. In questo modo, i nomi dei nuovi membri del cast (Anne Tremko, Kiersten Warren e Bob Golic) non apparvero mai a schermo mentre rimanevano quelli degli attori rimpiazzati (Elizabeth Berkley, Lark Voorhies e Dennis Haskins).
Gli episodi nell'edizione italiana, inoltre, non furono diciannove bensì ventitré, in quanto il film tv conclusivo della serie, Bayside School - Matrimonio a Las Vegas in Italia venne suddiviso in quattro e trasmesso come se fossero le quattro puntate finali.

## Special Guest Stars
- Lark Voorhies nel ruolo di Lisa Turtle nell'episodio "Wedding Plans"
- Dennis Haskins nel ruolo di Mr. Belding nell'episodio "A Thanksgiving Story"
- Jonathan Brandis nel ruolo di se stesso nell'episodio "A Thanksgiving Story"
- Marsha Warfield nel ruolo di se stessa nell'episodio "A Thanksgiving Story"
- Jenna von Oÿ nel ruolo di se stessa nell'episodio "A Thanksgiving Story"
- Brian Austin Green nel ruolo di se stesso nell'episodio "A Thanksgiving Story"